# تشارلز إي. كوليت
تشارلز إي. كوليت (بالإنجليزية: Charles E. Collett)‏ هو لاعب كرة الماء ومحامي أمريكي، ولد في 1903، وتوفي في 1968.